# 小行星4339
小行星4339（4339 Almamater）是一颗绕太阳运转的小行星，为主小行星带小行星。该小行星于1985年10月20日发现。

## 轨道参数
小行星4339的轨道半长轴为2.1949685 UA，离心率为0.178。